# Selo de Maomé

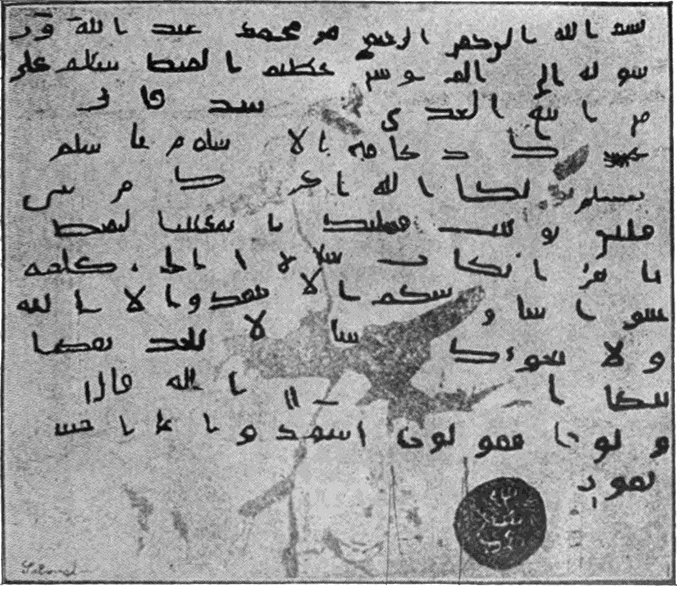
Carta de Maomé para Mukaukis com o carimbo em baixo

Bandeira jihadista com o carimbo

Selo de Maomé (em turco: Mühr-ü Saadet ou Mühr-ü Şerif; em árabe: ختم الرسول) também chamado de Carimbo de Maomé, é um selo-círculo mantido no Palácio de Topkapı por sultões Ootomanos como parte da coleção Sagradas Relíquias.
O selo é uma peça um tanto retangular de ágata vermelha de cerca de um centímetro de comprimento, com as frases: الله - Alá: "Deus" na primeira linha, e محمد رسول - Muhammad rasūl: "Maomé, o mensageiro" na segunda linha.
O carimbo alegadamente teria sido usado pelo profeta em um anel de sinete, Maomé também teria carimbado-o embaixo de uma carta para Muqawqis que segundo a história islâmica foi um governador do Egito. Apesar da alegação de que o selo era de fato usado pelo maior profeta do Islã, debates sobre sua autenticidade nunca cessaram.
Conhecidas organizações jihadistas passaram a usar o carimbo de Maomé na bandeira Ar-Rayah, Partindo do fato que o símbolo é, pelo menos simbolicamente, O Selo Oficial de Maomé, os praticantes da Jihad terrorista usam-no como uma forma de dizer que o profeta "assina em baixo" dos seus atos.
Entre os grupos que aderiram este símbolo na bandeira está a Al-Qaeda, o Al-Shabaab,[carece de fontes?] o Boko Haram, além do autoproclamado Estado Islâmico.